# Symphyotrichum
Symphyotrichum is een geslacht van ongeveer negentig soorten kruidachtige eenjarige en vaste planten in de composietenfamilie (Asteraceae) die voorheen bij Aster werden ingedeeld. De meeste soorten komen van nature voor in Noord-Amerika, maar verschillende soorten komen ook voor in West-Indië, Centraal en Zuid-Amerika, evenals in oostelijk Eurazië. Veel soorten zijn in Europa geïntroduceerd als tuinplant, met name de Nieuw-Engelse aster (Symphyotrichum novae-angliae) en de Nieuw-Nederlandse aster (Symphyotrichum novi-belgii)
In 1994 werden in dit geslacht door Guy Nesom soorten opgenomen, die voorheen bij Aster werden ingedeeld om zo de geslachten monofyletisch (met dezelfde voorouder) te maken.

## Soorten
Er bestaan ongeveer negentig soorten, waaronder:
- Symphyotrichum ascendens (Lindl.) G.L.Nesom
- Symphyotrichum campestre (Nutt.) G.L.Nesom
- Symphyotrichum chilense (Nees) G.L.Nesom
- Symphyotrichum cordifolium (L.) G.L.Nesom
- Symphyotrichum defoliatum (Parish) G.L.Nesom
- Symphyotrichum depauperatum (Fernald) G.L.Nesom
- Symphyotrichum dumosum (L.) G.L.Nesom
- Symphyotrichum eatonii (A.Gray) G.L.Nesom
- Symphyotrichum ericoides (L.) G.L.Nesom
- Symphyotrichum falcatum (Lindl.) G.L.Nesom
- Symphyotrichum frondosum (Nutt.) G.L.Nesom
- Symphyotrichum georgianum (Alexander) G.L.Nesom
- Symphyotrichum greatae (Parish) G.L.Nesom
- Symphyotrichum hallii (A. Gray)
- Symphyotrichum laeve (L.) Á.Löve & D.Löve
- Symphyotrichum lanceolatum (Willd.) G.L.Nesom
- Symphyotrichum lateriflorum (L.) Á.Löve & D.Löve
- Symphyotrichum lentum (Greene) G.L.Nesom
- Symphyotrichum novae-angliae (L.) G.L.Nesom
- Symphyotrichum novi-belgii (L.) G.L.Nesom
- Symphyotrichum oblongifolium (Nutt.) G.L.Nesom
- Symphyotrichum oolentangiense (Riddell) G.L.Nesom
- Symphyotrichum pilosum (Willd.) G.L.Nesom
- Symphyotrichum prenanthoides (Muhl. ex Willd.) G.L.Nesom
- Symphyotrichum puniceum (L.) Á.Löve & D.Löve
- Symphyotrichum sericeum (Vent.) G.L.Nesom
- Symphyotrichum shortii (Lindl.) G.L.Nesom
- Symphyotrichum subulatum (Michx.) G.L.Nesom